# Сяревере
Ся́ревере (ест. Särevere alevik) — селище в Естонії, у волості Тюрі повіту Ярвамаа.

## Населення
Чисельність населення на 31 грудня 2011 року становила 675 осіб.

## Географія
Селище лежить у південному передмісті Тюрі.
Через населений пункт проходять автошляхи 5 (Пярну — Раквере — Симеру) та  26 (Тюрі — Аркма).

## Пам'ятки
- Пам'ятний камінь на згадку про Балтійський ланцюг 1989 року.